# Anthrax solita
Anthrax solita är en tvåvingeart som först beskrevs av Walker 1857.  Anthrax solita ingår i släktet Anthrax och familjen svävflugor. Inga underarter finns listade i Catalogue of Life.